# Hardouinia
Hardouinia is een geslacht van uitgestorven zee-egels uit de familie Faujasiidae die leefden tijdens het Laat-Krijt.

## Beschrijving
Deze zee-egels hadden een grote schaal, die op zijaanzicht kegelvormig was en aanvankelijk bezaaid met korte, dunne stekels. De vijf in het oog springende, korte en brede bloemvormige ambulacra (deel van het skelet, waarin de voetjes van het watervaatstelsel zijn gelegen), droegen gespecialiseerde voetjes voor de ademhaling. De brede interambulacrale platen waren niet hoog. De mond bevond zich centraal aan de onderzijde en had dankzij vijf in het oog springende uitsteeksels een stervormig patroon. De anus lag verdiept in de bovenzijde van de schaal. De normale diameter bedroeg ongeveer 3,5 cm.

## Leefwijze
Soorten uit dit geslacht bewoonden ondiepe wateren. Ze leefden gedeeltelijk ingegraven in het zand. Voedsel werd verkregen uit het sediment.

## Soorten
- Hardouinia clypeus Cooke, 1955 †
- Hardouinia mcglameryae Cooke, 1953 †
- Hardouinia potosiensis Lambert, 1936 †
- Hardouinia saucierae Phillips, Ciampaglio & Hayes, 2008 †
- Hardouinia stetsoni Stephenson, 1936 †
- Hardouinia waagei Holland & Feldmann, 1967 †